# توماس رويز غونزاليس
توماس رويز غونزاليس (بالإسبانية: Tomás Ruiz González)‏ هو اقتصادي وسياسي مكسيكي، ولد في 23 مارس 1963 في مدينة مكسيكو في المكسيك. حزبياً، نشط في New Alliance Party (Mexico) ‏ والحزب الثوري المؤسساتي. وقد انتخب عضو مجلس النواب المكسيك.